# Don Carlos (opera)

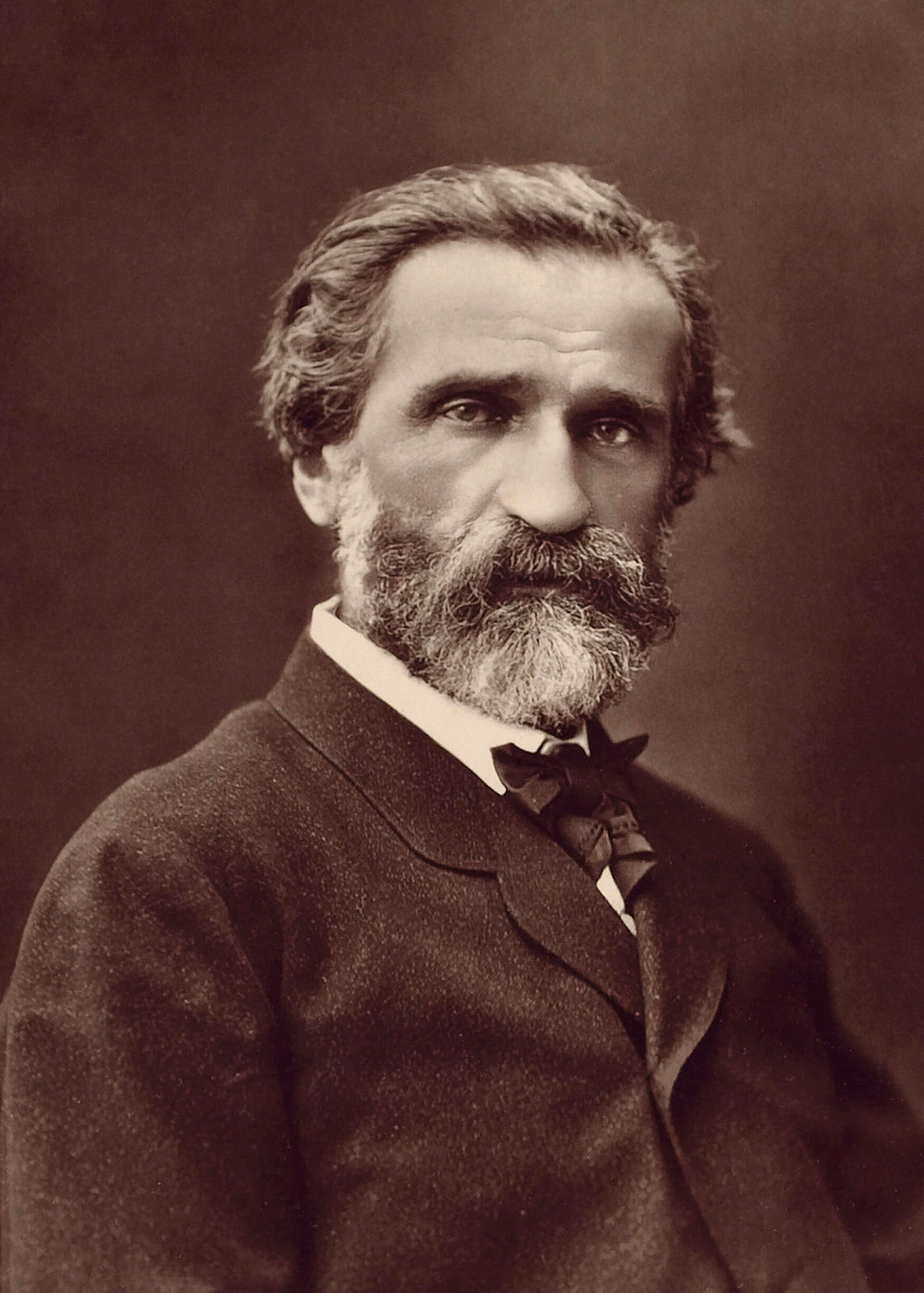
Giuseppe Verdi

Don Carlos är en grand opera i fem akter med musik av Giuseppe Verdi. Libretto av Joseph Méry och Camille du Locle baserat på Friedrich Schillers drama med samma namn (1788).

## Historia

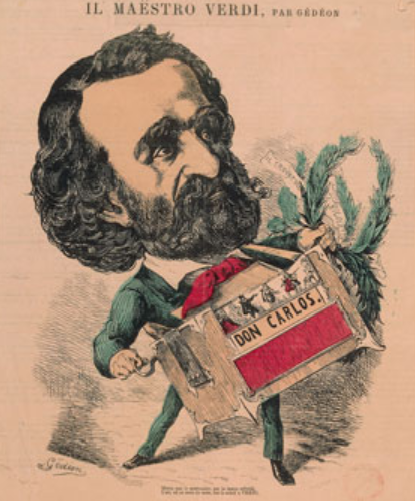
Karikatyr av Verdi och Don Carlos 1867.

Don Carlos var Verdis fjärde opera byggd på ett drama av Schiller. Redan 1850 hade Gustave Vaëz och Alphonse Royer, librettisterna till Jérusalem, föreslagit Schillers drama Don Karlos för deras nästa projekt. Men Verdi skulle hinna komponera nio ytterligare operor innan han tog sig an ämnet. Sommaren 1864 tog chefen för Parisoperan kontakt med Verdi om en ny opera till Världsutställningen 1867. Verdi blev förvånad över erbjudandet, då han fortfarande mindes alla besvär han hade haft med Parisoperan under repetitionerna av Sicilianska aftonsången 1855. Han skrev till sin franske förläggare att han var överraskad av erbjudandet med tanke på vad som hade hänt, men att han var intresserad av att komponera en opera om han fann ett bra libretto. Operachefen sände ner två texter, varav en var Schillers drama. Verdi blev intresserad av dramat då det skildrade en komplicerad relation mellan far och son. Även Verdi hade haft en dålig relation till sin far. Hans första fru och deras två barn hade dött tragiskt 1840, och han sörjde över att han inte hade fått några barn med sin andra hustru Giuseppina Strepponi. Ytterligare ett skäl till Verdis intresse var hans resa till Spanien 1862 då han hade besökt kung Filip II:s palats Escorial.
Joseph Méry skulle omarbeta Schillers pjäs men dog innan han blev färdig. Istället trädde direktören för Opéra-Comique, Camille du Locle, in och fullbordade texten. Utöver att översätta och bearbeta Schillers text skrev de båda librettisterna också en helt ny första akt och lade in autodaféscenen i den andra. Premiären var planerad till januari 1867 men fick skjutas upp eftersom den färdiga femaktsoperan med balettscener efter fransk smak hade blivit så lång att den inte gick att uppföra som den var. Verdi måste stryka här och där, men ännu vid generalrepetitionen den 24 februari visade den sig pågå för länge, så ytterligare förkortningar måste göras före premiären den 11 mars 1867 på Paris Opéra. Vid den andra föreställningen fick ännu fler passager avlägsnas så att operan fick ett acceptabelt omfång. Samma sommar uppfördes Don Carlos med stor framgång i London, där dock första akten hade skurits bort, och sedan översattes den till italienska inför föreställningar i Bologna och Milano. Därmed var dock inte arbetet med operan avslutat. 1882-83 förkortade Verdi än en gång sitt verk i samband med librettisten Ghislanzoni. De tog bort hela första akten och balettscenen i andra akten. Denna version hade premiär på Teatro alla Scala i Milano 10 januari 1884 och var i många år den mest spelade.
Den svenska premiären ägde rum på Stockholmsoperan den 2 november 1933 och den iscensattes åter med premiär den 7 april 1956 i nyöversättning av Bertil Carlberg. Den sattes upp på Folkoperan med premiär den 25 september 1992 och på Göteborgsoperan med premiär den 20 november 2010.

## Om operan
En nyhet i operan är "konversationsmusiken". Det finns inga vanliga operarecitativ, utan det handlar mer om en sorts dramatisk, lyrisk deklamering som resulterar i en ny form av genomkomponerad dialog. Orkestern deltar i såväl den inre som den yttre handlingen och skapar stämning, atmosfär och psykologisk uttrycksfullhet. Don Carlos är i mångt och mycket en duett-opera, men duetterna är dramatiska dialoger i ett melodiflöde. Det är även en opera med många stora monologer, tersetter, marscher och körer. Alla inspirerade av den spanska miljön.

### Autodaféscenen

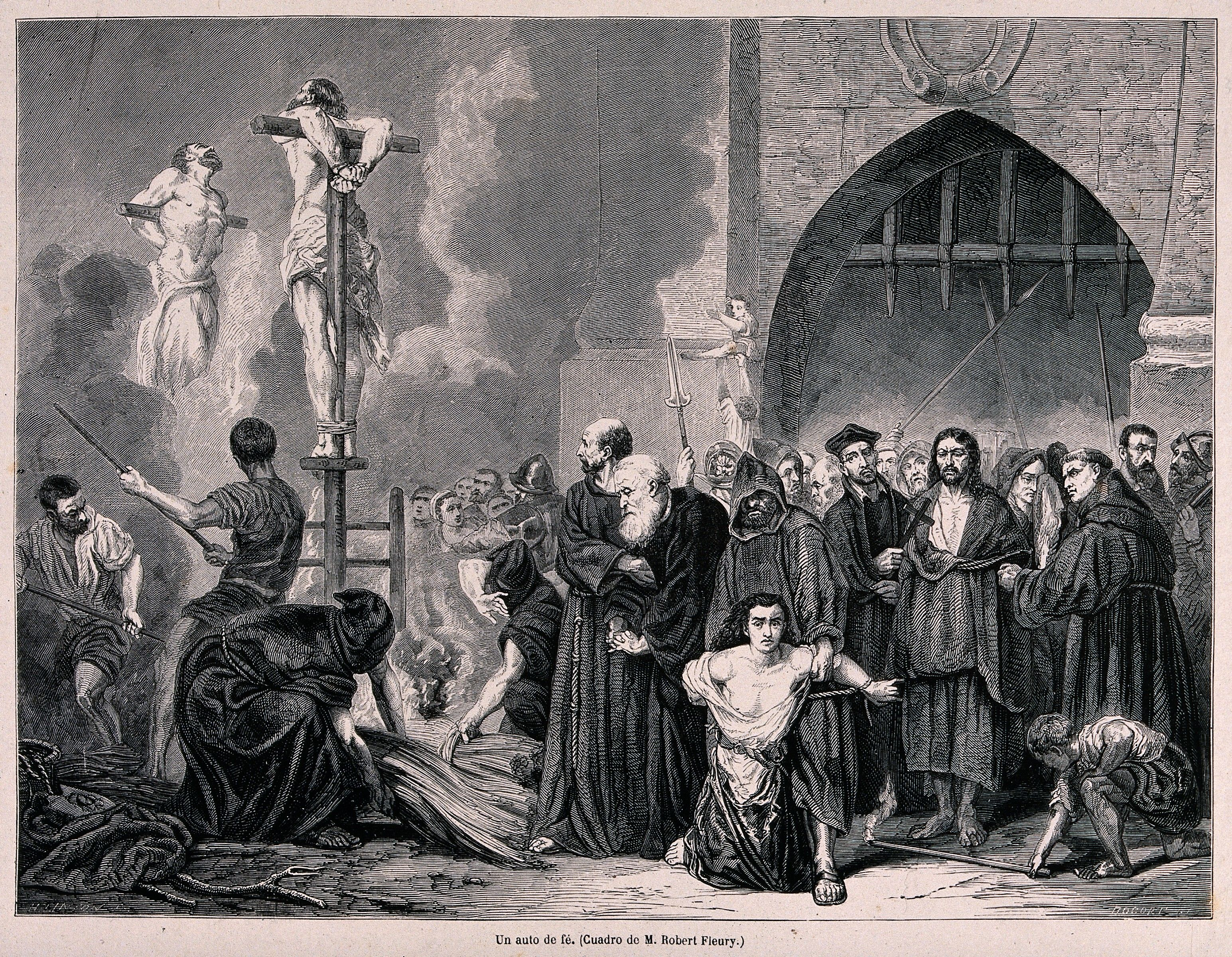
En autodafé under Spanska inkvisitionen

En höjdpunkt i operan är den stora autodaféscenen. Autodafé (från portugisiskans auto da fe, av latinets "actus fidei", troshandling) avser den troshandling då de som dömdes av inkvisitionen överlämnades till den världsliga makten, som skulle verkställa domen. I Spanien åtnjöt de offentliga avrättningarna under 1500- och 1600-talen ett paradoxalt intresse hos den skådespelslystna massan. Autodaféscenen förekommer i likhet med scenen i Fontainebleauskogen inte i Schillers drama, utan är lånad från Eugène Cormons skådespel Philippe II, Roi d'Espagne (1846). De samtida scenhänvisningarna från uruppförandet visar upp en imponerande stor uppläggning: hundratals korister och statister skulle befolka den djupa öppna scenen och sceneriet föreskrev noga specificerade delfunktioner. På scenen skulle det även finnas en stor bleckblåsensemble för fanfareffekter. Allt inriktat på att ge en imponerande visuell och ljudmässig effekt.
Scenen inleds och avslutas med stora körsatser och jubelrop från folkmassan som har församlats för den ohyggliga ritualen. Mitt under lovsången hörs en hotfull och dov sorgemarsch i moll: Kättarna förs till sin avrättning. I mitten av akten träder kungen ut ur katedralen och håller ett tal till folket, där han lovar att skoningslöst förfölja de otrogna och kättarna. Därefter följer den första chocken: de deputerade från Flandern gör entré och konfronterar kung Filip II. Ur den här situationen växer finalens centrala stora ensemble fram. Här kommer också Verdis ställningstagande i kampen mellan dramats positiva och negativa krafter till uttryck. Filip II:s kraftigt rytmiserande solo i molltonarten, en logiskt nödvändig bekännelse till makten och statsskälen, möter här en hymnartad dur-melodi, som sjungs av den flamländska deputationen, som kämpar för en rättvis sak. Även drottning Elisabeth och folkmassan stämmer in i melodin, medan kungen understöds av munkarna, varigenom den dramatiska konflikten hamnar i centrum. I slutet av akten, när bålet flammar upp, ljuder en mystisk "röst från ovan", som utlovar att de döende skall bli martyrer.

### Dialogen mellan Filip II och storinkvisitorn
Den dramatiska dialogen kan innehållsmässigt delas upp i två huvudavsnitt. I det första är det kung Filip II som för ordet. Han begrundar hur han skall kunna lämna ut sin revolterande son till rättvisan och låta denne dömas till döden och samtidigt rättfärdiga denna handling gentemot sitt samvete. Det här avsnittet är konsekvent uppbyggt på ett orkestermotiv som återkommer i slutet av scenen.
I den följande delen tar storinkvisitorn initiativet. Det handlar om betydligt viktigare frågor än om en enstaka upprorsmakare. Den katolska trons enhet står på spel, den håller på att undergrävas av en av kättarnas anförare, markisen av Posa, kungens vän. Det är denne som måste förintas. Kungen blir här själv misstänkt för att vara en liberalt sinnad medbrottsling. I den här delen är det storinkvisitorn som får överhanden och orkesterackompanjemanget blir dynamiskt och upprört. Det är två mörka basröster som möts, två stålhårda viljor. I själva centrum för uppgörelsen står nu snarare frågan om den världsliga eller den kyrkliga maktens överhöghet. I Filip II:s Spanien under 1500-talet skulle sådana frågor ha tett sig anakronistiska, men för Schillers tidsålder var de ytterst viktiga, och de förblev det ända in i Verdis tid. Det handlar om statsmaktens frigörelse, om skiljandet av kyrkan från staten. I den här scenen återspeglas 1700- och 1800-talens aktuella problematik. Men det ändrar naturligtvis inte det faktum att framställningen av den lidelsefulla sammanstötningen mellan de här båda krafterna gav upphov till en av operans dramatiska och musikaliska höjdpunkter.

### Dialogen mellan Filip II och markisen av Posa
En annan uppgörelse mellan två dova mansröster är ett förtroligt samtal mellan fyra ögon. Samtalet har kommit till stånd på kungens initiativ. Men markisens audiens hos kungen blir också en möjlighet för honom att avslöja de förskräckliga missförhållanden som råder i Flandern till följd av de spanska förtrycket och att försöka förmå kungen att åstadkomma en förändring. Filip II behöver nämligen markisen av Posa, för att kunna öppna sitt hjärta inför honom, med hans hjälp lindra den ensamhet som han känner som människa, och anförtro honom den rasande svartsjuka som han känner inför sin gemåls förmenta otrohet med sonen. 

### Dialogen mellan don Carlos och markisen av Posa

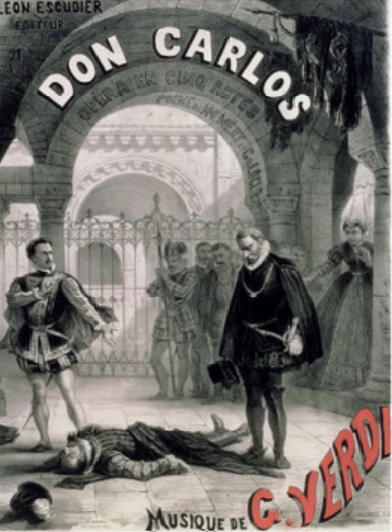
Från en fransk affisch 1867: Don Carlos, den döde markisen och kung Filip II.

I don Carlos och markisens av Posas duetter (akt I, respektive akt II) invigs markisen i infantens hemlighet, kärleken till styvmodern drottning Elisabeth. Posa bevarar vännens hemlighet, men försöker från och med nu omfokusera infantens känslokris och utnyttja den för politiska ändamål. Han vill vinna infantens stöd för den flamländska frihetskampen. Duetten mynnar ut i en marschartad, entusiastisk avslutning (cabalettan) med strängt parallellförda stämmor. Det är en av operan mest berömda melodier. En egendomlighet i den här duetten är att den avbryts av en stum scen, kungaparets besök vid Karl V:s grav i San Yuste-klostret, och först därefter, efter det att frihetstemat återkommit, klingar ut.

### Dialogen mellan don Carlos och drottning Elisabeth
I den slutgiltiga versionen bestämde sig Verdi för ett förunderligt, mystiskt slut. Förmodligen hade han helst låtit operan avslutas med en avskedsduett, en tanke som han realiserade i Aida. Elisabeths och don Carlos duett blev med tanke på dess musikaliska innehåll Verdis sista verkligt betydelsefulla konstnärliga utsaga i verket. Kärleksparet har träffats i San Yuste-klostret för att ta ett sista farväl, sorgsna men samlade och fast beslutna att underkasta sig den svåra försakelsen. De erinrar sig den döde markisen som har lämnat en livsuppgift efter sig åt dem. I duettens snabba, krigiska del målar de upp den hjältemodiga uppgift som skall ge mening åt don Carlos framtida liv: kampen för Flanderns frihet. Sedan blir tempot lugnare och duetten tårfylld. Slutets eteriska tempo är en resignation: en förhoppning om att de båda en gång skall återse varandra i en annan, bättre värld.

## Personer (urval)
- Filippo II (Filip II), kung av Spanien (bas)
- Elisabeth av Valois, drottning (sopran)
- Don Carlo (Don Carlos), infant av Spanien (tenor)
- Rodrigo, markis av Posa, malteserriddare (baryton)
- Storinkvisitorn (bas)
- En munk, även Karl V (bas)
- Prinsessan Eboli, hovdam (mezzosopran)
- Tebaldo, drottningena page (sopran)
- Grevinnan av Aremberg (stum roll)
- Greven av Lerma (tenor)
- En härold (tenor)
- En röst från himlen (sopran)
- Hovfolk, pager, livvakter, munkar, soldater och bönder (kör)

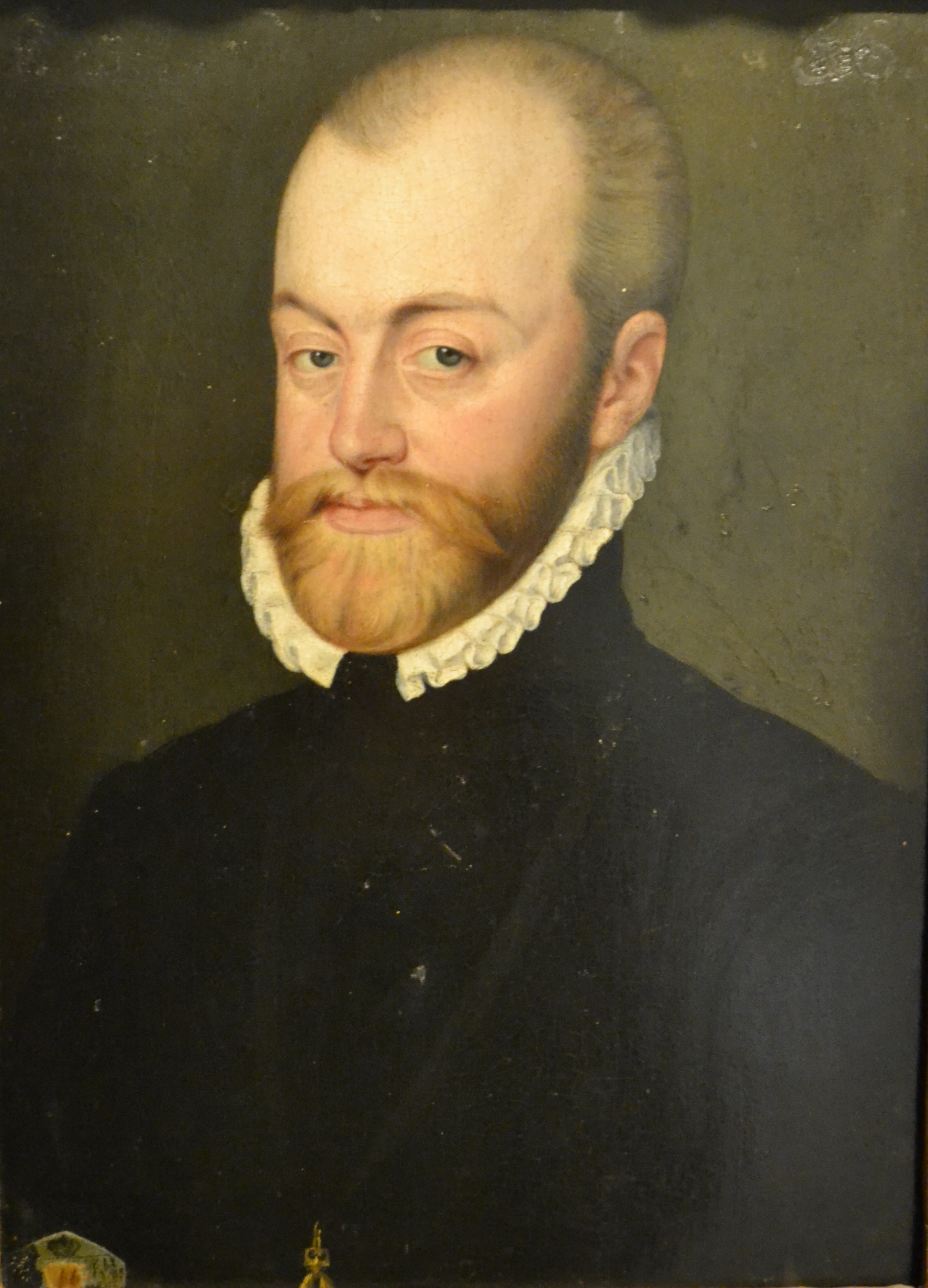
Filip II av Spanien
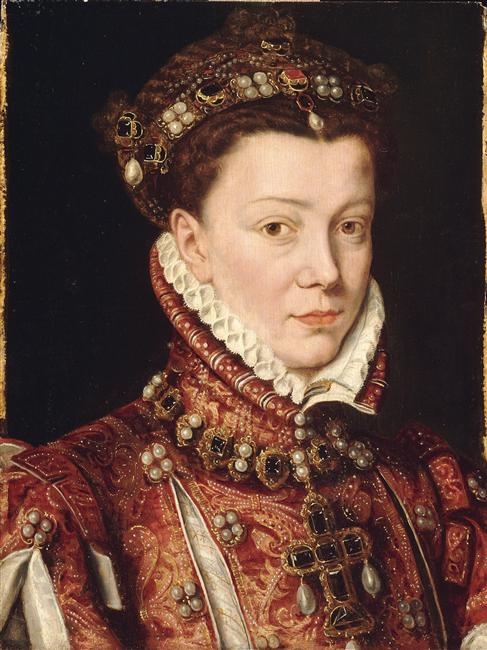
Elisabeth av Valois
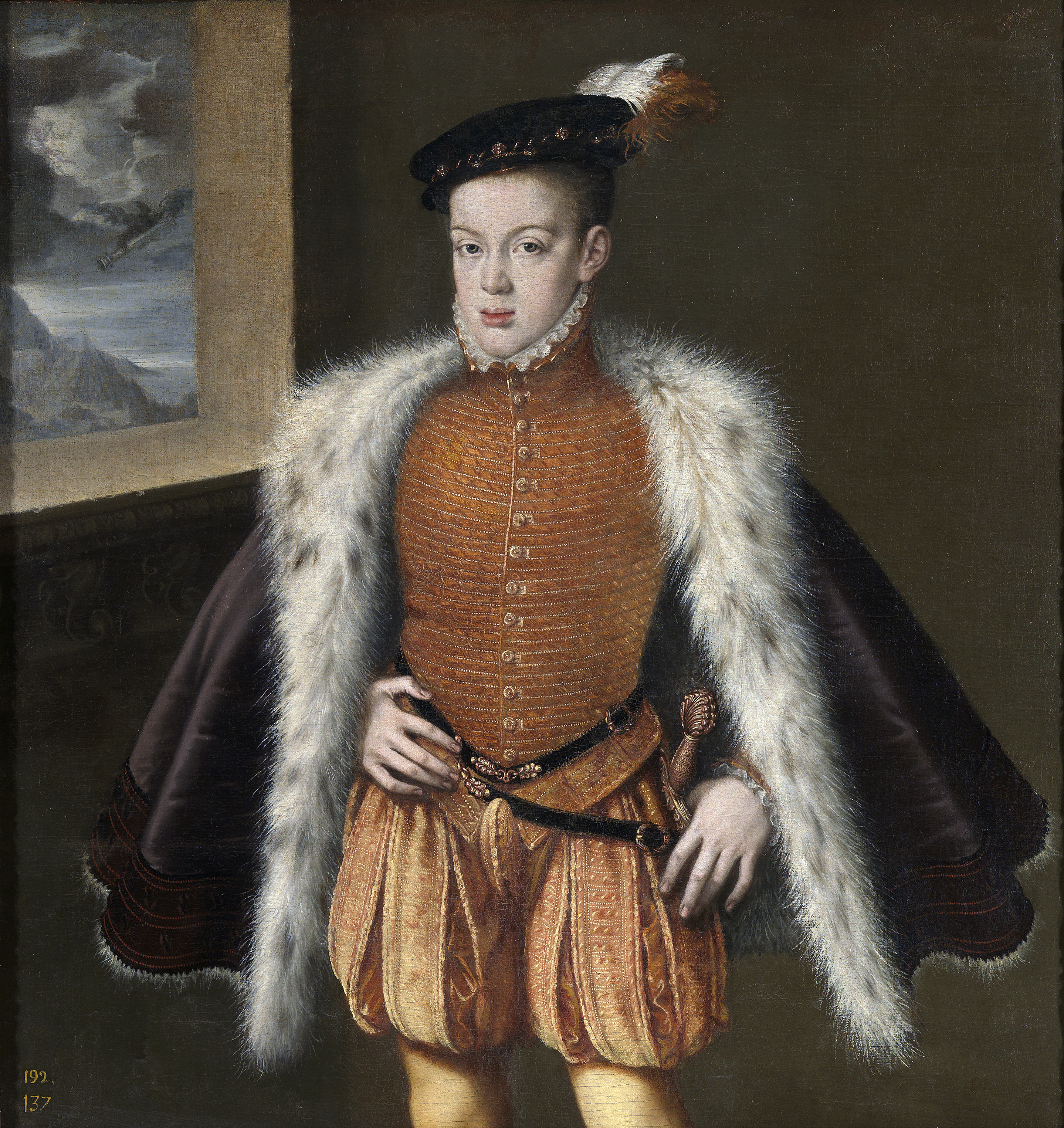
Den historiske Don Carlos, målning av Alonso Sánchez Coello.
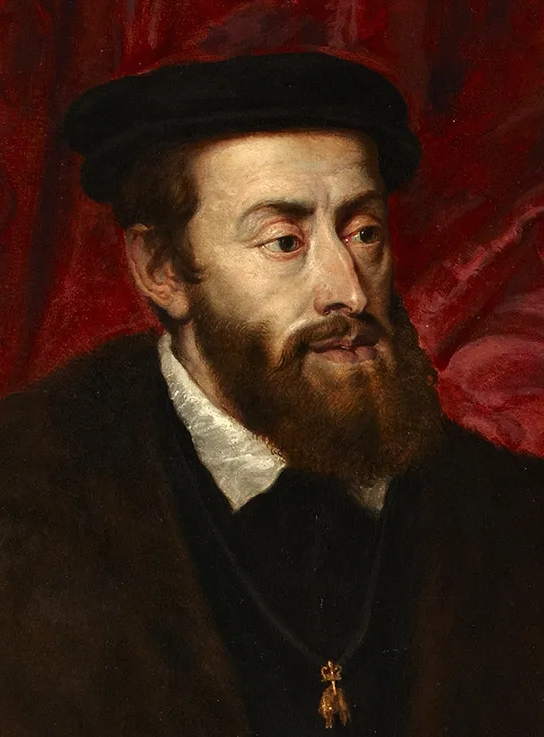
Kejsar Karl V
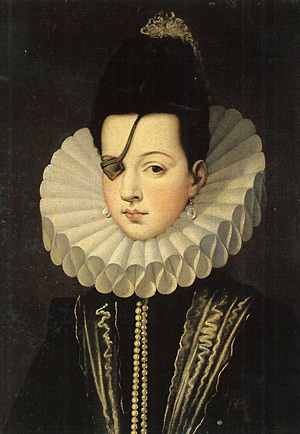
Prinsessan Eboli

## Handling
Handlingen utspelar sig i Spanien år 1560. Det är en kamp mellan kungen Filip II och hans son don Carlos som är kär i sin före detta fästmö som på grund av stormaktspolitik blev hans faders hustru (Elisabeth). Detta ackompanjeras av en avundsjuk intrigerande hovdam (prinsessan av Éboli), en självuppoffrande vän (marquis de Posa) och pågående svält, revolt i Flandern och den tidigare kejsaren Karl V som "spökar" eller rättare sagt är munk och inte död som det troddes.

### Akt I
(Motsvarar prologen i den italienska versionen)
Fontainebleauskogen. Under vapenstilleståndet i kriget mellan Frankrike och Spanien 1559 uppehåller sig ett sändebud från Filip II vid det franska hovet. För att befästa freden har den spanske kungen låtit sin son Don Carlos förlova sig med Elisabeth av Valois, men de har ännu inte sett varandra. Elisabeth möter av en slump sin trolovade först när hon kommer vilse under en jakt. De båda blir häftigt förälskade i varandra ("Io la vidi"). Men deras lycka omintetgörs eftersom Filip II av politiska skäl själv måste gifta sig med Elisabeth ("Di quale amor, di quanto ardor").

### Akt II
(Motsvarar akt I i den italienska versionen)

#### Scen 1
San Yuste-klostret. Don Carlos förmår inte glömma sin kärlek till Elisabeth. Han är otröstlig och tar sin tillflykt till San Yuste-klostret nära sin farfar, kejsar Karl V:s grav. Munkarna här ser den himmelska friden som viktigare än den världsliga makten. De ber för kejsar Karls själv ("Carlo Quinto"). I klostret blir don Carlos uppsökt av markisen av Posa, som efter flera års bortovaro har återvänt hem från Nederländerna. Där härjar den spanska inkvisitionen och allt motstånd blir blodigt nedslagen av den spanska hären. Markisen av Posa är medveten om sin ungdomsväns frihetssträvande sinnelag. Han hoppas kunna inrikta kraften i don Carlos passionerade kärlek på ett större politiskt mål: Flanderns frigörelse. Don Carlos skall be sin far om att bli sänd till Flandern "Dio, che nell'alma infondere).

#### Scen 2

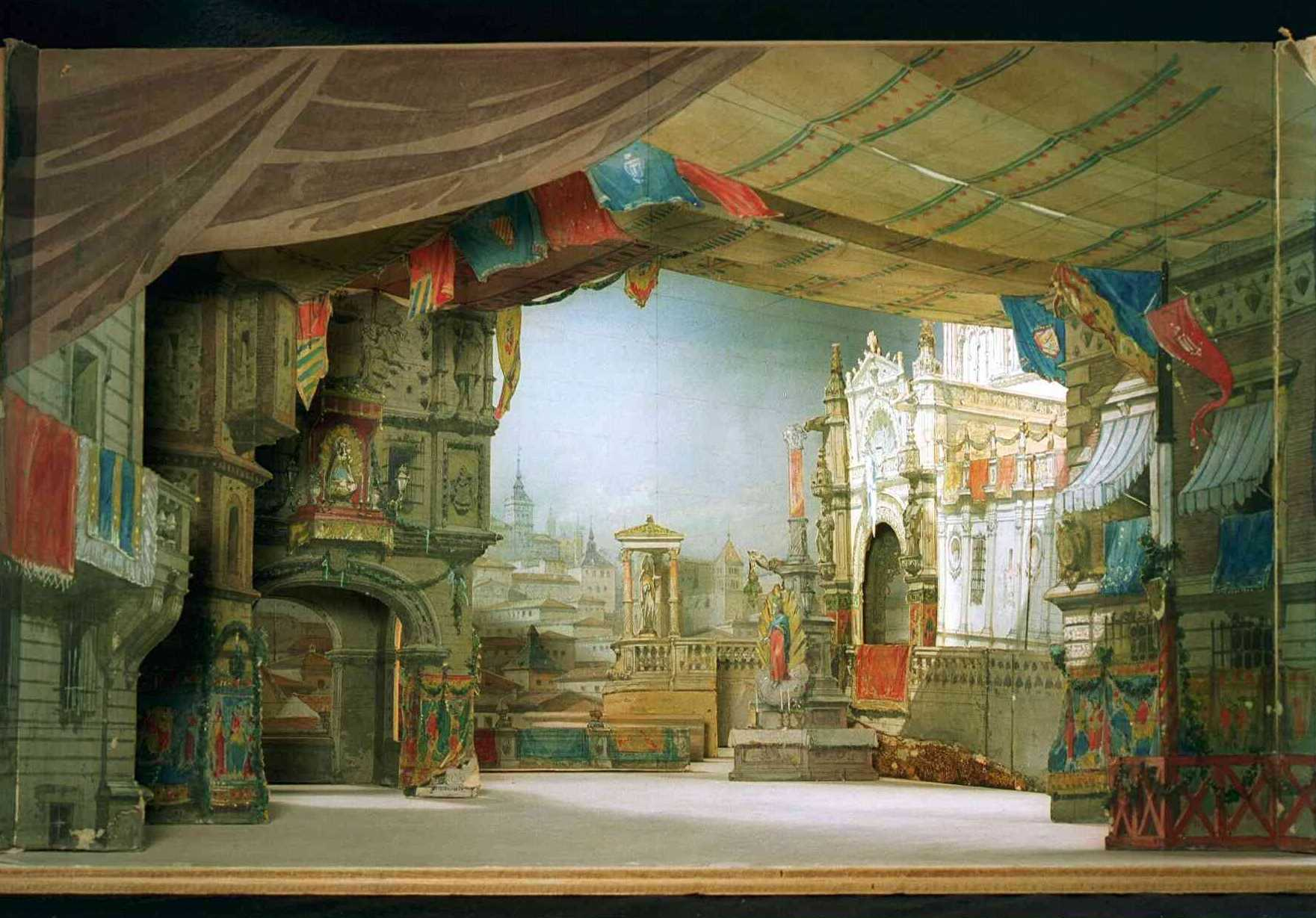
Kulisser till akt II, scen 2, från 1870.

Ett inbjudande område utanför San Yuste-klostret. Markisen av Posa överlämnar brev från den franska drottningen Elisabeth. Han ber henne samtidigt använda sitt inflytande över don Carlos till att styra honom mot moraliska och politiska mål. Hon går med på detta och lovar att tala med don Carlos ""Carlo ch'è sol il nostro amore"). Denne låter sig dock hänryckas av sin kärlek och får Elisabeth att bekänna att hon fortfarande älskar honom. Men Elisabeth, som är medveten om sin ställning och sitt ansvar, återvinner fattningen och ingjuter också mod hos don Carlos. Kungen dyker oväntat upp och finner gemålen utan uppvaktning av någon hovdam. Han straffar detta etikettsbrott genom att sända bort den ansvariga hovdamen från hovet. Elisabeth trotsar modigt sin make genom att fälla bittra ord om Spanien när hon nådigt tar avsked av hovdamen. När kungen möter markisen av Posa och erinrar sig dennes tidigare förtjänster, försöker han vinna över honom på sin sida genom att locka med privilegier. Men markisen avböjer kungens erbjudande. Han ber om nåd för de nödlidande flamländarna. Filip II tar intryck av markisens mod och försöker vinna hans vänskap. Han bekänner för markisen att han är svartsjuk på sin son och att han misstänker Elisabeth för att vara otrogen. Kungen ger därefter markisen politiska fullmakter och varnar honom för inkvisitionen.

### Akt III
(Motsvarar akt II i den italienska versionen)

#### Scen 1
Slottsträdgården i Madrid. Elisabeth vill inte delta i en maskerad och överlämnar därför sin kappa, sina smycken och sin mask till sin förtrogna, prinsessan Eboli. Hovdamen är lidelsefullt förälskad i don Carlos och lockar denne till ett rendezvous i trädgården. Don Carlos, som tror att det är drottningen han har framför sig, bekänner sin kärlek och den maskerade Eboli besvarar hans känslor. Men när Eboli tar av sig masken inser don Carlos sitt misstag. Hans hemliga kärlek till drottningen är avslöjad. Eboli känner sig förödmjukad och hennes kärlek övergår i hat. Markisen av Posa blir av en slump vittne till det inträffade och hotar att döda Eboli på grund av hennes farliga upptäckt. Han söker upp don Carlos och ber honom överlämna alla komprometterande brev.

#### Scen 2
Utanför katedralen i Valladolid. En folkmassa har samlats för att bevista en autodafé. De dömda och deras bödel förs inför kungen. Filip II förnyar sin ed att bekämpa kätteriet. Då träder de flamländska deputerade fram under ledning av don Carlos och ber kungen om nåd för deras plågade land och folk. Don Carlos anhåller om att bli utsedd till sändebud till Flandern. Kungen avvisar hans begäran och sänder bort honom. Sonen drar då sin värja. Den offentliga utmaningen är ett så gravt etikettsbrott att kungen tvingas låta gripa sonen. Eftersom ingen vågar avväpna infanten gör markisen detta, för att därigenom begränsa den skada som den oövertänkta handlingen har åstadkommit. De dömda kättarna bränns på bål. En röst från himmelen utlovar himmelsk frid åt de oskyldiga martyrerna.

### Akt IV
(Motsvarar akt III i den italienska versionen)

#### Scen 1

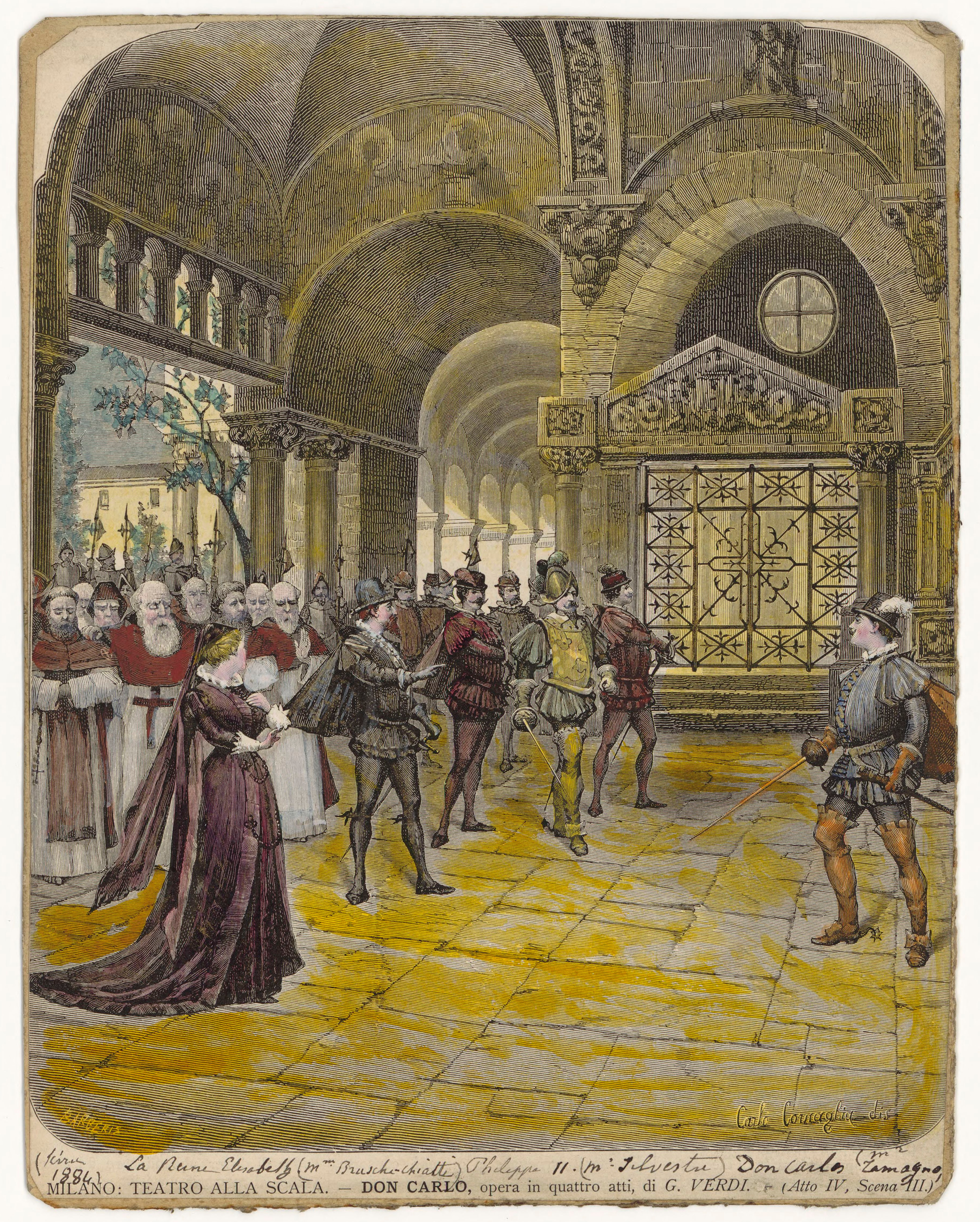
Akt IV, scen 2.

Kungens arbetsrum i Madrid. Filip II har åter vakat en hel natt. Han plågas av svartsjuka, ensamhet och vanmaktskänslor. I en aria klagar kungen över att drottningen aldrig har älskat honom ("Ella giammai m'amò"). Han har låtit tillkalla storinkvisitorn och frågar denne om en far har rätt att döda sin egen son. Storinkvisitorn gör en jämförelse med Guds offer av Jesus och använder sig därigenom på ett djävulskt sätt av den kristna frälsningstanken för att gynna sina egna maktintressen. Han ger Filip II absolution för offrandet av don Carlos och begär att kungen i gengäld skall utlämna markisen av Posa, vars förehavanden inkvisitionen sedan länge har följt. Som människa känner kungen att han behöver en vän, men som härskare ger han efter för storinkvisitorn, eftersom han för att kunna behålla makten behöver kyrkans stöd. Elisabeth upptäcker att hennes privata schatull är stulet. Det är prinsessan Eboli som ligger bakom stölden och hon lämnar schatullet till kungen. Filip II sliter upp det och finner den medaljong som don Carlis en gång skänkte sin trolovade. Kungen anklagar Elisabeth för otrohet ""Ah, sii maledetto, sospetto fatale"). Eboli bekänner stölden för den oskyldiga drottningen som förvisar henne från hovet ("O don fatale"). Eboli som är medveten som att Filip II redan har undertecknat don Carlos dödsdom, beslutar att försöka rädda honom.

#### Scen 2
Fängelset. Markisen av Posa tar avsked av don Carlos. Han berättar för infanten att han, för att rädda denne, själv har tagit på sig ansvaret för de komprometterande breven ""Per me giunto è il dì supremo"). Den besvikne Filip II:s hämnd blir blodig och snabb: Under tiden som markisen talar med don Carlos blir han nedskjuten. Innan han dör låter han don Carlos veta att drottningen vill träffa honom en sista gång innan han beger sig till Flandern ""Io morrò, ma lieto in core"). Kungen som tror att även sonen har blivit bedragen av markisen hämtar själv don Carlos ur fängelset. Men don Carlos säger honom sanningen. Under ledning av prinsessan Eboli tränger en folkmassa in i fängelset och kräver att don Carlos skall släppas fri. Endast storinkvisitorns uppdykande förhindrar en revolt.

### Akt V
(Motsvarar akt IV i den italienska versionen)
San Yuste-klostret. Markisen bestämde före sin död klostret som platsen för don Carlos och Elisabets avsked. Elisabeth välsignar don Carlos kamp för Flanderns frihet ("Tu che le vanità"). Han är nu äntligen mogen för sin politiska mission ("Ma lassù ci vedremo in un mondo migliore"). Men Elisabeth och don Carlos ertappas av storinkvisitorn och Filip II, som därmed anser sig få sina misstankar om otrohet bekräftade och vill låta gripa sonen. Då ingriper plötsligt en övernaturlig makt. En munk uppenbarar sig från Karl V:s grav och leder don Carlos in i klostret. Storinkvisitorn och Filip II drar sig förskräckta tillbaka, eftersom munken såväl till röst som gestalt är identisk med Karl V, Filip II:s döde far, som en gång avsade sig den världsliga makten till förmån för den himmelska friden.

## Inspelningar (urval)
- Don Carlos. Roberto Alagna, Thomas Hampson, Waltraut Meier, Karita Mattila. Orchestre de Paris. Antonio Pappano, dirigent. Warner DVD 0630 16318-2.[5]